# Władysław Foryś
Władysław Foryś (ur. 25 maja 1896 w Gliniku Mariampolskim, zm. 30 sierpnia 1972 w Rzeszowie) – działacz polskiego i francuskiego ruchu socjalistycznego i komunistycznego, uczestnik ruchu oporu we Francji.
Syn chłopa Michała, skończył 7 klas szkoły podstawowej, 1920-1921 służył w WP, po demobilizacji został kotlarzem. Na 6 miesięcy wstąpił wówczas do PPS. 1923 został zwolniony z pracy i wyjechał do Francji, gdzie był robotnikiem rolnym w departamencie Oise. 1924 wrócił do kraju i podjął pracę w fabryce obuwia w Gorlicach. Po zredukowaniu w 1926 ponownie udał się do Francji, do Auboué w departamencie Meurthe i Mozela, gdzie był górnikiem w kopalni rudy żelaza. Członek CGT, od 1935 przewodniczący koła Federacji Emigrantów Polskich przy CGT. Od 1936 był aktywistą koła Stowarzyszenia Przyjaciół „Dziennika Ludowego” i członek FPK. Podczas niemieckiej okupacji uczestniczył w ruchu oporu. I 1946 wstąpił do powstałego wówczas Oddziału PPR we Francji. Od IV 1946 II sekretarz Komitetu Okręgowego (KO) PPR w departamencie Meurthe i Mozela. VIII 1946 wrócił do kraju i został skierowany do pracy w Komitecie Powiatowym (KP) PPR w Gorlicach, gdzie był instruktorem i II sekretarzem. Od XII 1948 II sekretarz KP PZPR w Kolbuszowej, od II 1949 w Łańcucie. III 1950 – V 1956 instruktor Wojewódzkiej Komisji Kontroli Partyjnej w Rzeszowie. Po ciężkiej chorobie przeszedł na rentę. Odznaczony Krzyżem Oficerskim Orderu Odrodzenia Polski.